# مزرعة علي رضا بهارلو (فسارود)
مزرعة علي رضا بهارلو (بالإنجليزية: Mazraeh-ye Ali Reza Baharlu)‏ هي منطقة سكنية تقع في إيران في فارس. يقدر عدد سكانها بـ 129 نسمة .